# Historiae Romanae
Historiae Romanae (latin för "Roms historia") är en beteckning på historiska verk som skildrar Romerska rikets utveckling. Den mest kända är Livius' monumentala verk Ab Urbe Condita (från stadens grundning), som omfattar Roms historia från 753 f.Kr. till 9 e.Kr. Andra viktiga verk inkluderar Tacitus' Annales och Historiae, som fokuserar på kejsartiden.
Dessa verk kombinerar faktabeskrivning med moraliska lektioner och har format vår förståelse av romersk kultur och politik.